# Королевский орден королевы
Королевский орден королевы или орден королевы Коссамак — государственная награда Королевства Камбоджа.

## История
В 1960 году умер король Камбоджи Нородом Сурамарит, трон снова занял его сын Нородом Сианук, а его мать, Сисоват Коссамак, была объявлена «символизирующей» королевский престол. В честь данного события, 1 октября 1962 года Нородом Сианук учредил Королевский орден королевы в пяти классах посвятив его своей матери королеве Сисоват Коссамак. Также были учреждены медали ордена: серебряная и бронзовая. Орден вручался поданным королевства за заслуги в юриспруденции.
В период правления Камбоджей Красных кхмеров орден королевы был запрещён. С восстановлением в Камбодже монархии, король Нородом Сианук 5 октября 1995 года своим королевским указом № 1095/01 восстановил орден королевы в прежнем статуте. 

## Описание
Знак ордена – золотая многолучевая звезда, формируемая 32 отстоящими друг от друга тонкими двугранными лучиками с раздвоенным концом. По три лучика в прямой крест чуть длиннее остальных. В центре круглый медальон с широкой каймой зелёной эмали. В центре медальона эмалевый портрет королевы Коссамак. По кайме надпись на кхмерском языке, растительный орнамент. Знак при помощи переходного звена в виде королевской короны Камбоджи крепится к орденской ленте.
Звезда аналогична знаку ордена, но большего размера.
Лента ордена шёлковая муаровая красного цвета с полосками зелёного цвета, отстающими от края.
В инсигнии ордена также входят миниатюра и орденская планка.

### Медаль
Медаль круглой формы, изготавливаемая в соответствии с классом из серебра или бронзы.
Аверс медали аналогичен центральному медальону знака ордена выполненный в металле: погрудный портрет королевы Коссамак, по кайме надпись на кхмерском языке и растительный орнамент.
Реверс медали: в обрамлении лаврового венка элемент государственного герба Камбоджи - изображение так называемого фана (подноса на пьедестале – характерного атрибут культуры Камбоджи) с камбоджийским мечом. 
Медаль при помощи переходного звена в виде королевской короны Камбоджи крепится к ленте.
| Орденские планки |        |          |              |                         |
| Кавалер          | Офицер | Командор | Гранд-офицер | Кавалер Большого креста |